# Új-Mexikóban történt légi közlekedési balesetek listája
Az Új-Mexikóban történt légi közlekedési balesetek listája mind a halálos áldozattal járó, mind pedig a kisebb balesetek, meghibásodások miatt történt, gyakran csak az adott légiforgalmi járművet érintő baleseteket is tartalmazza évenkénti bontásban.

## Új-Mexikóban történt légi közlekedési balesetek

### 1929
- 1929. szeptember 3., Grants. A viharos időjárási körülmények miatt a Mount Taylor hegynek csapódott a Transcontinental Air Transport NC9649 lajstromjelű Ford Trimotor 5-AT-B típusú repülőgépe. A balesetben 8 fő vesztette életét.[1][2]

### 2018
- 2018. január 17. 18:00 körül (helyi idő szerint), Raton város mellett. Lezuhant Roy Bennett ellenzéki politikussal a fedélzetén egy Bell UH-1H Iroquois típusú helikopter. Lajstromjele N658H volt.[3] A balesetben hat fő vesztette életét és egyetlen túlélője volt.[4]